# Sundsvall
Sundsvall – miasto portowe środkowej Szwecji nad Zatoką Botnicką. Według danych z roku 2008 ma 56 397 mieszkańców.
W tym mieście rozwinął się przemysł maszynowy, papierniczy oraz drzewny. Urodzili się tu malarka Sigrid Hjertén, artysta Yohio oraz aktorka MyAnna Buring. 

## Sport
- IF Sundsvall Hockey – klub hokeja na lodzie
- GIF Sundsvall - klub piłki nożnej
- IFK Sundsvall - klub piłki nożnej

## Miasta partnerskie
- Pori, Finlandia
- Porsgrunn, Norwegia
- Sønderborg, Dania
- Wołchow, Rosja
- Konin, Polska